# ديريك سوليفان
ديريك سوليفان (بالإنجليزية: Derrick Sullivan)‏ (10 أغسطس 1930 نيوبورت المملكة المتحدة - 31 أغسطس 1983) هو لاعب كرة قدم بريطاني سابق كان يلعب كمدافع، شارك في كأس العالم لكرة القدم 1958.

## روابط خارجية
- ديريك سوليفان على موقع الاتحاد الدولي (مؤرشف)  (الإنجليزية)
- ديريك سوليفان على موقع قاعدة بيانات كرة القدم.إي يو (الإنجليزية)
- ديريك سوليفان على موقع ناشيونال فوتبول تيمز (الإنجليزية)
- ديريك سوليفان على موقع Soccerway.com (الإنجليزية)
- ديريك سوليفان على موقع عالم كرة القدم.نت (الإنجليزية)